# Boeing RC-135
Boeing RC-135 je družina velikih izvidniških letal, ki jih je izdelal Boeing in jih modificirala številna podjetja, uporablja jih USAF in RAF za podporo obveščevalnih podatkov z zbiranjem, analizo in zmožnosti razširjanja.
Različni tipi letal RC-135, ki temeljijo na ogrodju C-135 Stratolifter, so v uporabi od leta 1961. Za razliko od C-135 in KC-135, ki jih Boeing priznava kot model 717. Številne različice so bile večkrat spremenjene, kar je povzročilo veliko različnih oznak, konfiguracij in imen programov.
Podatki iz USAF RC-135 Data Sheet 
Splošne značilnosti
- Posadka: 2 pilots, 2 navigator (flight crew)
- Število sedežev: 21–27 depending on mission requirements, minimum consisting of 4 Electronic Warfare Officers (Ravens), 14 Intelligence Operators and 4 Airborne Systems Engineers (mission crew)
- Dolžina: 136 ft 3 in (41,53 m)
- Razpon kril: 130 ft 10 in (39,88 m)
- Višina: 41 ft 8 in (12,70 m)
- Površina kril: 2.433 sq ft (226,0 m2)
- Aeroprofil: root: BAC 310/311/312; tip: BAC 313[4]
- Teža praznega letala: 124.000 lb (56.245 kg)
- Bruto teža: 297.000 lb (134.717 kg)
- Maks. vzletna teža: 322.500 lb (146.284 kg)
- Pogon letala: 4 × CFM International F-108-CF-201 turbofan engines, 22.000 lbf (98 kN) potisk motorjev vsak

Zmogljivost
- Maks. hitrost: 504 kn (580 mph; 933 km/h)
- Doseg: 2.998 nmi (3.450 mi; 5.552 km)
- Višina leta (servisna): 50.000 ft (15.000 m)
- Hitrost vzpenjanja: 4.900 ft/min (25 m/s)